# Гробница Фу Хао
Гробница Фу Хао је археолошко налазиште у Јиншу, рушевинама древне престонице Јин династије Шанг, у оквиру модерног града Анјанга у провинцији Хенан, Кина. Открила га је 1976. године Чанг Ченкшианг, а идентификована је као коначно почивалиште краљице и војног генерала Фу Хао, која је умрла око 1200. п. н. е. и била вероватно леди Хао уписана на костима за прорицање краља Ву Динга и једне од његових бројних жена.
До данас је једина краљевска гробница у Шангу пронађена нетакнута са својим садржајем и ископана од стране археолога. Ископавање је извео радни тим из Археолошког института Кинеске академије друштвених наука, а након опсежне рестаурације гробница је отворена за јавност 1999. године.

## Откриће и садржај
1976. Чанг Ченкшианг и њен археолошки тим сондирали су подручје око Јиншу дугачком лопатом, званом Луојанг лопата, и пронашли неке узорке црвеног лака. Откривена гробна јама, званично названа гробница број 5, представља једну јаму, величине 5,6 метара са 4 метра, тик испред главног краљевског гробља. Гробница је датирана око 1200. године пре нове ере и, према записима на ритуалним бронзама, идентификована је као гробница Фу Хао. 
Њена гробница, једна од мањих гробница, једна је од најбоље очуваних краљевских гробница династије Шанг и једина која није опљачкана пре ископавања. У унутрашњости јаме налазили су се дрвена комора дугачка 5 метара, широка 3,5 м и висока 1,3 м, у којој је био лакирани дрвени ковчег који је од тада потпуно иструнуо.
У нивоу пода налазили су се краљевски леш и већина посуђа и оруђа сахрањених са њом. Ретке артефакте од жада, попут оних из културе Лиангчу, Фу Хао је вероватно сакупљала као антиквитете, а док је неке од бронзаних артефаката леди и њено домаћинство вероватно користило, други исписани њеним постхумним именом Му Ксин несумњиво су убачени као припадајући предмети. Артефакти откривени у гробу састојали су се од:
- 755 предмета од жада (укључујући предмете култура Лунгшан, Лиангчу, Хонгшан и Шиџиахе)[8]
- 564 објеката од костију (укључујући 500 укосница и 20 врхова стрела)
- 468 бронзаних предмета, укључујући преко 200 ритуалних бронзаних посуда, 130 комада оружја, 23 звона, 27 ножева, 4 огледала и 4 статуе тигра.[9]
- 63 камена предмета
- 11 грнчарских предмета
- 5 предмета од слоноваче
- 6.900 шкољки каури (користило се као валута током династије Шанг)

Испод леша налазила се мала јама у којој су се налазили остаци шест жртвених паса, а дуж ивице лежали су костури 16 људских робова, што је доказ људских жртава.
Такође постоје надземни докази о грађевини изграђеној над гробницом која је вероватно служила као родовска сала за одржавање меморијалних церемонија; ово је од тада обновљено.
Повезујући жадни артефакт у гробници Фу Хао са много ранијим артефактом кроз стилску и техничку анализу, археолошки контекст идентификовао је раног сакупљача, жену која је окупљала артефакте из много ранијег периода.

## Галерија
- Гробница и статуа Фу Хао
- Гробница Фу Хао, око 1200. п. н. е.
- Нож од жада и бронзе, из гробнице Фу Хао
- Змај од жада, из гробнице Фу Хао
- Бронзано огледало, из гробнице Фу Хао
- Тигар од жада, из гробнице Фу Хао
- Бронзана посуда, из гробнице Фу Хао